# Dieter Seiz
Dieter Seiz (* 20. März 1938 in Kornwestheim) ist ein ehemaliger deutscher Wasserballspieler.

## Sportliche Karriere
Dieter Seiz spielte beim SV Ludwigsburg.
Seiz nahm mit der deutschen Wasserballnationalmannschaft an den Olympischen Spielen 1960 in Rom teil. Beim Olympiaturnier erreichte die deutsche Mannschaft in den Platzierungsspielen den sechsten Rang. Seiz war in drei von sieben Partien dabei und erzielte ein Tor gegen Brasilien.
Dieter Seiz ist nicht verwandt mit dem Wasserballspieler Dietmar Seiz, der ebenfalls beim SV Ludwigsburg spielte.